# Tuva-Lisa (bok)
Tuva-Lisa utkom 1992 och är den första boken i en bokserie om en ung tjej som är väldigt öppen, social och killgalen. Boken är skriven av de svenska författarna Anders Jacobsson och Sören Olsson och med teckningar av P. Grøn (första upplagan 1992). Boken anses lämpa sig mest för unga tjejer.
Boken illustrerades ursprungligen av Christina Alvner, men efter en ersättningstvist utgavs inte hennes version.

## Bokomslaget
Bokomslaget visar Tuva-Lisa i grön tröja.

## Handling
Tuva-Lisa är 12 år och hennes största intresse är killar. Framgångsrik skådespelerska, författarinna, fotomodell och TV-hallåa samt flygvärdinna under lediga stunder; hon vet precis vad hon ska bli och vem hon ska gifta sig med i framtiden.
Hon vill bli bekant med Linus Lundgren, som är skolans mest eftertraktade kille. Hon tänker på Linus, och ger sig ut på en joggingtur. Just då hon börjar få nog av skoskav och svettdroppar i sina ögon möter hon honom i joggingspåret.

## Inläsning
Första delen av boken lästes 1994 även in på kassettband och CD.

### Sida A
1. Teatertokan
2. Stannar kvar (sång 02.00)
3. Lössen
4. Kan inte få mig (sång -01.48)

### Sida B
1. Tvångsskolk
2. Någonstans (sång 01.14)
3. Julias Jacka
4. Jungfruskog (sång 02.02)

Medverkande:
1. Berättare: Anders
2. Magister Torvaldsson: Sören
3. Tuva-Lisa: Sara Hagström
4. Pappa: Olle Gustafsson
5. Mamma: Ann-Marie Landby
6. Julia: Klara Granberg
7. Linus Lundgren: Sören
8. Jessica: Tina Sotiriou
9. Nilla: Louise Kvilekval
10. Ruff: Marie Öhman
11. Studierektor Rune: Olle Gustafsson

### Fotnoter
1. ↑  ”Tuva-Lisa” (på engelska). Worldcat. 11 mars 1992. https://www.worldcat.org/title/tuva-lisa/oclc/186529794&referer=brief_results. Läst 29 mars 2015.
2. ↑  Nisse Larsson (25 februari 1992). ”Tecknarna tar strid med bokförlagen”. Dagens nyheter. http://www.dn.se/arkiv/kultur/tecknarna-tar-strid-med-bokforlagen. Läst 10 mars 2015.